# David Macbeth Moir
David Macbeth Moir (né le 5 janvier 1798 et mort le 6 juillet 1851 ) est un écrivain et médecin écossais.

## Biographie
David Macbeth Moir est né à Musselburgh et étudie la médecine à l'Université d'Édimbourg où il obtient son diplôme en 1816. Associé avec un autre médecin de Musselburgh, il y exercera toute sa vie. Il écrit de la prose et des vers dans des magazines, notamment sous la signature de Delta dans le Blackwood's Magazine. Sa vie est décrite dans un livre, The “Blackwood” Group par Sir George Douglas en 1897.
Un recueil de ses poésies est publié en 1852 par Thomas Aird (en). Parmi ses œuvres figurent le célèbre Life of Mansie Wauch, Tailor (1828), qui montre ses dons d'humoriste, Outlines of the Ancient History of Medicine (1831) et Sketch of the Poetical Literature of the Past Half Century (1851).
Il est l'un des auteurs dont en pense qu'il a écrit Canadian Boat-Song.
Une statue à sa mémoire est érigée à Musselburgh en 1853. Plusieurs rues de Musselburgh portent son nom, et un pub de la chaîne Wetherspoons, ouvert en février 2012, est nommé The David Macbeth Moir.

## Famille et descendance
La fille de David Macbeth Moir, Annie Marie Moir se marie avec le prêtre théologien William Milligan. L'un de leurs enfants est l'historien des religions Oswald Milligan, et un autre est le ministre du culte et professeur George Milligan.